# 尼爾·科伊爾

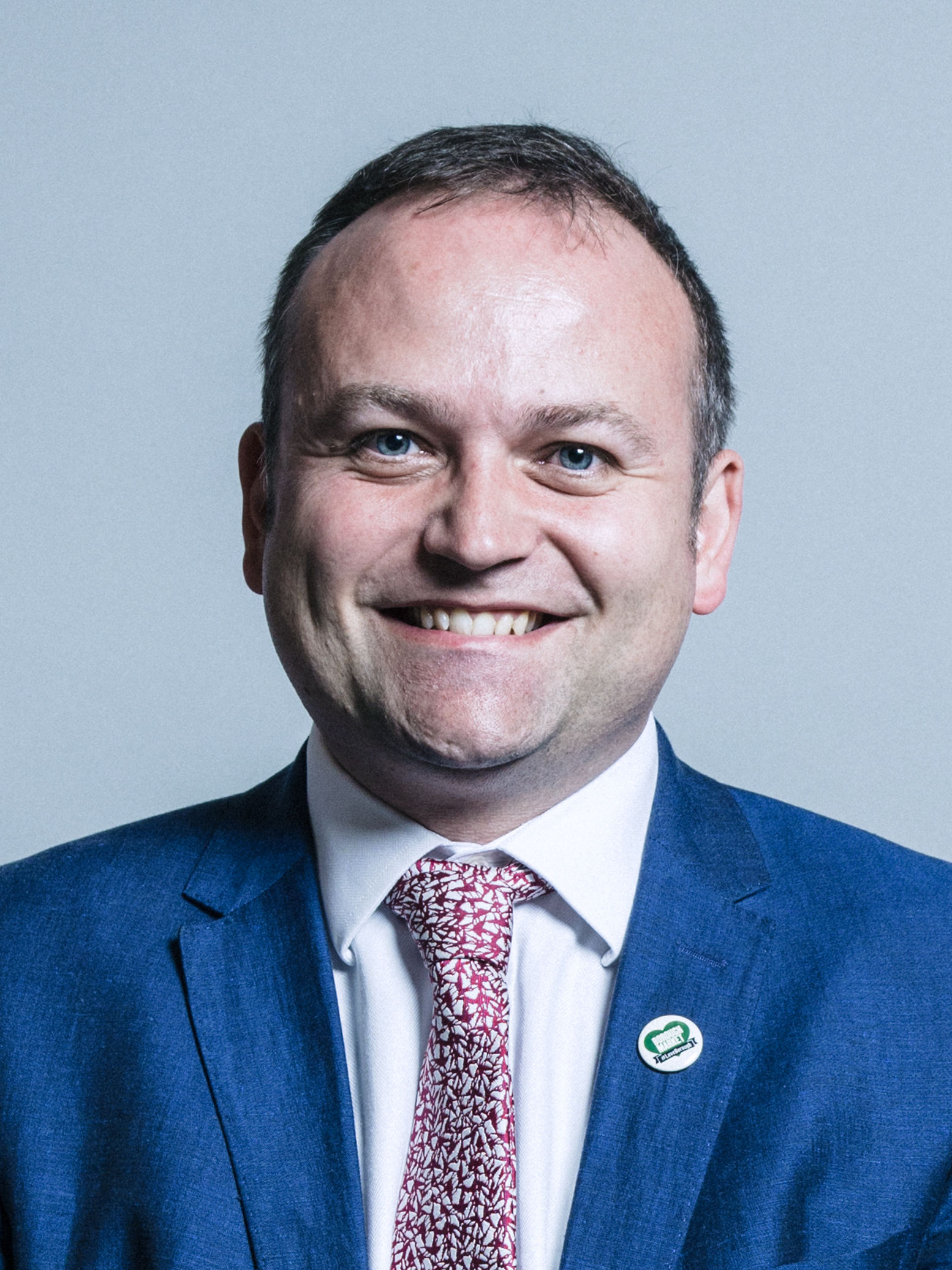

尼爾·科伊爾（Neil Coyle，1978年12月30日—）是一位英格蘭政治人物，他的黨籍是工黨。自2015年開始，他擔任柏孟塞和老薩瑟克選區選出的英國下議院議員。在2015年工黨黨魁選舉中，他支持傑瑞米·柯賓 。